# Amata extensa
Amata extensa là một loài bướm đêm thuộc phân họ Arctiinae, họ Erebidae.